# Banco de los Países Bajos
El Banco de los Países Bajos (en neerlandés: De Nederlandsche Bank - DNB) es el banco central del Reino de los Países Bajos. Forma parte del Eurosistema y del Sistema Europeo de Bancos Centrales (SEBC).

## Historia
El 2 de mayo de 1998, los jefes de Estado o gobierno de europeos  decidieron que la Unión económica y monetaria (EMU)se establecería finalmente el 1 de enero de 1999 con siete miembros de la Unión Europea (UE), incluido Países Bajos. Desde el 1 de junio de 1998, De Nederlandsche Bank N.V., forma parte del Sistema Europeo de Bancos Centrales. En la misma fecha, la nueva Acta Bancaria (de 1998) entró en vigor, tras cerca de 185 años de existencia sin apenas cambios estructurales.

## Funciones
Tras el Acta Bancaria de 1998  - que reemplazó a la de 1948 - el banco cubre las siguientes funciones:
- Conjuntamente con el SEBC, el banco contribuye a la definición e implementación  de la política monetaria  con la Comunidad Europea. El banco tiene como objetivo mantener la estabilidad de precios. Sin dejarse influenciar por este objetivo, el banco debe apoyar la política económica general europea.
- El banco debe mantener y administrar y  las reservas oficiales extranjeras, y conducir las operaciones de intercambio exteriores.
- El banco debe recoger datos estadísticos y producir estadísticas.
- El banco debe promover la tranquilidad en operaciones de los sistemas de pagos; Debe cuidar de la circulación del papel moneda.
- El banco debe supervisar las operaciones del resto de bancos, fondos de inversión y oficinas de cambio.
- El banco debe, sujeto a una disposición por Real Decreto, realizar otras tareas en bien del interés público. El Banco Central Europeo (ECB) puede también pedir al Banco realizar tareas extra.

Las dos primeras son consecuencia directa del Tratado de Maastricht. Decisiones en estas áreas son tomadas a nivel europeo por el Consejo de Gobierno del BCE, en el cual el presidente del Banco de los Países Bajos tiene silla.

## Presidentes
A la cabeza de DNB está el presidente:
- 1814–1816: Paul Iwan Hogguer
- 1816–1827: Jan Hodshon
- 1827–1828: Jaques Teysset
- 1828–1835: Jacob Fock
- 1835–1844: Willem Mogge Muilman
- 1844–1858: Abraham Fock
- 1858–1863: Hendrik Croockewit
- 1863–1884: Willem Mees
- 1885–1891: Nicolaas Pierson
- 1891–1912: Norbertus van den Berg
- 1912–1931: Gerard Vissering
- 1931–1941: Leonardus Trip
- 1941–1945: Meinoud Rost van Tonningen
- 1945–1946: Leonardus Trip
- 1946–1967: Marius Holtrop
- 1967–1981: Jelle Zijlstra
- 1982–1997: Wim Duisenberg
- 1997–2011: Nout Wellink
- desde 2011: Klaas Knot